# Dubravka Filipovski
Dubravka Filipovski (en serbe cyrillique : Дубравка Филиповски ; née le 27 janvier 1967 à Novi Pazar) est une femme politique serbe. Elle est membre de la présidence du parti Nouvelle Serbie (NS) et vice-présidente du groupe parlementaire du NS à l'Assemblée nationale de la République de Serbie,.

## Parcours
Dubravka Filipovski naît en 1967. Elle sort diplômée du département de pédagogie de la Faculté de philosophie de l'université de Belgrade et, de 1992 à 1994, elle travaille en tant qu'assistante au département de formation des adultes et s'intéresse à l'histoire de la pédagogie. Elle reprend ensuite des études supérieures à la Faculté de sciences politiques, dans le département des systèmes politiques modernes.
De 1994 à 2001, elle dirige la société Dionis et, de 2000 à 2004, elle est conseillère auprès du directeur de la société Fit trejd.
En 2004, Dubravka Filipovski entre au parti Nouvelle Serbie (NS), présidé par Velimir Ilić ; elle en devient le porte-parole puis, en 2005, l'un des vice-présidents.
Aux élections législatives du 6 mai 2012, elle est inscrite avec le NS sur la liste de la coalition Donnons de l'élan à la Serbie, emmenée par Tomislav Nikolić, le président du Parti progressiste serbe (SNS),. L'alliance obtient 24,04 % des suffrages et 73 députés ; le NS forme un groupe parlementaire comptant 8 représentants et Dubravka Filipovski en devient la vice-présidente.
À l'Assemblée, en plus de cette fonction, elle participe aux travaux de la Commission de la culture et de l'information et de la Commission des droits de l'enfant ; en tant que suppléante, elle participe aussi à ceux de la Commission des droits de l'Homme et des minorités et de l'égalité des sexes et de la Commission de l'intégration européenne.

## Vie privée
Dubravka Filipovski est mariée et mère de deux enfants. Elle parle russe et anglais.